# Mertensia mexicana
Mertensia mexicana là loài thực vật có hoa trong họ Mồ hôi. Loài này được L.O. Williams mô tả khoa học đầu tiên năm 1937.